# Zonitoides jaccetanicus
Zonitoides jaccetanicus es una especie de gasterópodo de la familia Gastrodontidae.
Es endémica de la Sierra de Montserrat en el noreste de la península ibérica (España). 